# Schammasch (grup musical)
Schammasch és una banda suïssa de Basilea, que interpreta essencialment Black Metal. El nom deriva del déu del sol babilònic Shamash o Šamaš. Els mateixos músics de la banda, durant els concerts, tenen la voluntat de quedar-se en un segon pla tant com sigui possible i només donen les seves inicials.

## Història
La banda Schammasch es va fundar l'any 2009 com un trio "de les restes de l'anterior grup Totenwinter", segons l'iniciador CSR. El lloc vacant al baix es va ocupar primer amb un músic en directe. L'àlbum debut "Sic Lvceat Lvx" va ser llançat a finals de 2010 a través de Black Tower Productions.
Quatre anys més tard va sortir el segon treball "Contradiction" per Prosthetic Records, que dos anys més tard també va ser responsable del tercer disc "Triangle". Va tenir una durada de 100 minuts, i va portar a una gira europea per 16 països que va donar a la banda una nominació al "Basel Pop Prize", que finalment va ser atorgat a Zeal &amp; Ardor. Shammasch, però, va rebre el premi del públic. Contràriament al pla original de no interpretar l'àlbum en directe en la seva totalitat, Band va acceptar una petició del Roadburn Festival. El 2017 va seguir l'⁣EP "The Maldoror Chants: Hermaphrodite", que fa referència a "Les Chants de Maldoror" del poeta francès Lautréamont.
Per inicis de novembre de l'any 2019, s'anuncià el llançament del quart àlbum "Hearts Of No Light".

## Estil
En el moment de l'àlbum de debut, la banda tocava "black/death metal intel·ligent en algun lloc de la intersecció de Behemoth i Secrets of the Moon més recents de les èpoques Carved..." i "Antithesis". Amb els treballs posteriors, l'estil es va fer més experimental i va unir la "intersecció de tots els estils de música fosca" combinada amb "música tradicional, espiritual i ètnica". També s'ha comenta que en el tercer àlbum d'estudi "Triangle" la banda Schammasch toca una mena de "post metal", que es compon dels "components negres de black metal, ambient, doom, avant i death metal".

## Discografia
- 2010: Sic Lvceat Lux (Black Tower Productions)
- 2014 : Contradiction (Prosthetic Records)
- 2016: Triangle (Prosthetic Records)
- 2017: The Maldoror Chants: Hermaphrodite (EP, Prosthetic Records)
- 2019: Hearts Of No Light (Prosthetic Records)